# Бунт на буколите
Бунтът на буколите (на старогръцки: Βουκόλοι, Boukoloi „говедари“) е въстание в Долен Египет през 166/167 до 172 г. Буколите са народ от овчари, живял южно от Александрия, който до времето на Диоклециан непрекъснато се бунтува. Обитават заблатена местност из делтата на река Нил, която става известна под името Буколия и служи за убежище на местните селяни, бягащи от римските бирници.
Въстанието по времето на Марк Аврелий, както и други техни прояви, са споменавани от различни древни автори. В античните романи, буколите обикновено са наричани "крадци". Дион Касий (71.4) му дава най-подробното известно описание. 
Водач на бунта е жрец на име Изодор. Първоначално хората му, преоблечени като жени, отиват при предвождащия местната римска войска центурион и му предлагат пари. Когато той ги приближава, те го нападат и убиват, а на друг човек, който е с него, изваждат вътрешностите и ги изяждат.
Бунтът бързо се разраства и буколите, подкрепени от мнозина други египтяни, нанасят няколко поражения на римляните и настъпват към Александрия, но са победени от Авидий Касий, управител на Сирия, който предприема поход срещу тях.